# Énri mac Eóghain
 Énri mac Eóghain (mort en 1484/1489) anglicisé en Henry mac Owen est roi de Tir Éogain de 1455 à 1483.

## Biographie
Énri mac Eóghain est le 3e des fils survivants de Eóghan  mac Néill  Óig et de Catriona Mac Mahon. Il est encore un tout jeune homme lorsqu'il est capturé en 1431 par Neachtan Uí Domhnaill futur roi de Tir Conaill qui ne le relâche qu'après avoir conclu un traité de paix avec son père. En 1435 le même Neachtan allié avec le prétendant Brian Óg O'Neill († 1449)  décide d'attaquer Eóghan ce dernier et ses fils envahissent le cœur du domaine de Ua Domnhaill dans le comté de Donegal.
Marié à une nièce de James Butler dit le Blanc 4e comte d'Ormond et Lord Deputy d'Irlande il s'était impliqué depuis plusieurs années dans les relations avec les représentants de la Couronne anglaise. En 1442 avec ses alliés anglais il défait Uí Domhnaill et s'empare du château de Finn dans le comté de Donegal le territoire du Cinel Moain et un tribut pour Inishowen. En 1449 il fait sa soumission, avec d'autres chefs gaéliques, à  Richard d'York également comte d'Ulster qui s'était retiré en Irlande pour fuir la maison de Lancastre.  En 1450 il s'allie à Mac Uibhilin  mais son fils âiné Niall est tué par son cousin Enri petit-fils de Enri Aimhreidh. 
En 1455 il dépose son père, qui était probablement devenu sénile, et il est  reconnu comme Ua O'Neill à Tallahoge, en présence de l'archevêque d'Armagh, des Maguire, des Mac Mahon, O'Cahan et des septs O'Neill. Il part en guerre contre les Ua Domnhaill en 1456 , et établit  Toirdhelbach Cairbreach mac Neachtain comme leur chef, avec qui en 1458 il pille avec succès le bas Connaught et le royaume de Breifne . En 1459, il tente, avec des alliés anglais, de prendre le château d'Omagh à ses parents du  Sliocht Airt Ui Neill, mais échoue et fait la paix avec eux. Quelques années plus tard en 1463 il reçoit une chaîne d'or et 48 mètres de tissu écarlate pour confectionner des vêtements du nouveau roi de la maison d'York Édouard IV d'Angleterre successeur de son père comme comte d'Ulster. L'étroite collaboration d'Énri avec le gouvernement anglo-irlandais est cimenté par l'union de son 4e fils et héritier Conn mac Énri avec Éléonore (morte en 1497) la fille de puissant Thomas FitzGerald 7e comte de Kildare,  « Lord Deputy d'Irlande » de 1468 à  1475.
En 1464, il  pille et brûle le Donegal jusqu'à Ballyshannon, et en 1467 il ravage « Oireacht Ui Cathain » ou le domaine  d'O'Cahan . Son alliance avec Mac Uibhilin subsiste toujours, et ils envahissent Claneboy dans le comté de Down en 1470, et capturent le château de Sgatliideirge dans l'île Sketrick sur le Strangford Lough. En 1471, après un siège de six mois, il prend le château d'Omagh, et plus tard dans l'année, il pille Tirbreasail, comté de Donegal . Ils ont ensuite attaqués  les O'Neills de Claneboy, et ont démoli leur château de Belfast. En 1479/1480, il  pille le Donegal . Ce furent ses dernières expéditions, et en 1483 il nomme son fils Conn mac Énri, chef du Cenél Eóghain, et après un an de la retraite il meurt en 1484 ou en 1489 selon les Annales d'Ulster 

## Union et postérité
Énri mac Eóghain avait épousé Gormfhlaith Kavanagh  (morte en 1465) la fille de Donnchad mac Art MacMurrough-Kavanagh (anglais Mac Murrough)  et la nièce du comte d'Ormonde toutefois pendant plusieurs années il entretient une relation extraconjugale avec  Baintreabhach une fille de Edmund na Féasóige Bourke MacWilliam Burke, veuve de Neachtan mac Toirdhealbhaigh Ó Domhnaill (mort en 1452). Le comte d'Ormond est obligé de lancer une expédition contre lui afin de le contraindre à chasser sa concubine et à reprendre son épouse. De ces deux relations, il laisse des fils qui se disputent sa succession 
- Niall † 1450
- Toirdhealbhach Ruadh † 1467 dont Brian † 1480 & Eógan † 1498
- Ruaidhrai Bacach † 1470 dont Aed † 1498
- Conn Mór mac Énri roi en 1483 - † 8 janvier 1493
- Domhnall Clarach Ó Néill roi en 1498 † 6 août 1509
- Énri Óg mac Énri: roi en 1493 - † 21 août 1498
- Niall Bearnach † 1497, dont deux fils Eogan et Brian † 1509
- Art †  1452

## Sources
- (en) Bart Jaski, Genealogical tables of medieval Irish royal dynasties, Dublin, Four Courts Press, 2013 (ISBN 9781846824265), p. 92 Tableau-14. Ua Néill b. royal line 15th-16-th c., the descendants of Eógan mac Néill
- (en)  O'Neill, Henry (d.1489) (DNB00). Wikisource.